# Николаёнок, Владимир Адамович
Владимир Адамович Николаёнок (06.09.1923-07.07.2007) — заместитель начальника полигона Байконур по космической тематике, полковник, лауреат Государственной премии СССР.

## Биография
Родился 6 сентября 1923 года в Полоцке.
На военной службе с июля 1941 года. Окончил курсы артиллерийских техников при военной базе № 41 Забайкальского Военного округа. Участник Великой Отечественной войны с марта 1942 по май 1945 года.
Воевал на Западном, Брянском, Прибалтийском и 3-м Белорусском фронтах в должностях от младшего техника артиллерийского полка до начальника артиллерийского снабжения отдельного дивизиона стрелковой артиллерийской дивизии.
С февраля 1947 года — начальник мобилизационного отделения окружного артиллерийского склада Прибалтийского военного округа. С июля того же года — начальник артиллерийского снабжения отдельного минометного дивизиона, с июля 1948 года — начальник артиллерийского снабжения минометного полка механизированной дивизии.
В 1956 году окончил Харьковскую артиллерийскую радиотехническую академию войск противовоздушной обороны страны.
С декабря 1956 года на Научно-испытательном исследовательском полигоне № 5 (Космодром Байконур): начальник лаборатории, заместитель начальника отдела (1959), начальник отдела (1961).
С 1962 года — начальник отдела 1-го испытательного управления. В том же году присвоено воинское звание «полковник».
С 1963 года — заместитель начальника 4-го испытательного управления по испытаниям.
В 1968 году назначен начальником 4-го испытательного управления, сменил в этой должности генерал-майора Виктора Ивановича Меньшикова.
С мая 1969 года заместитель начальника полигона по космической тематике.
Принимал участие в подготовке и осуществлении пусков пилотируемых и беспилотных космических аппаратов, в том числе в пусках по программам лётных испытаний боевого ракетного комплекса УР-100 — жидкостной двухступенчатой межконтинентальной баллистической ракеты шахтного базирования.
Уволен с действительной военной службы в сентябре 1976 года в связи с достижением предельного возраста лицами офицерского состава.
Лауреат Государственной премии СССР (1970, в составе коллектива) — за создание бортовых и наземных систем ракетно-космического комплекса, обеспечивших успешный запуск и осуществление программы полета автоматической станции «Венера-16».
Награждён орденами Трудового Красного Знамени (1961, за обеспечение первого полёта человека в космос); Отечественной войны I степени (1985) и II степени (1945), тремя орденами Красной Звезды (1944, 1956, 1973) и медалями.
Умер 7 июля 2007 года. Похоронен на Востряковском кладбище (уч. 32) в родственном захоронении.